# Family Values Tour ’98 CD
Family Values Tour '98 CD — концертный альбом, вышедший 30 марта 1999 на лейбле Sony Records. Диск вышел в один день с одноимённым концертным DVD. Альбом получил статус золотого диска по версии RIAA.

## Об альбоме

### Реклама
Перед Family Values Tour прошёл тур, стилизованный под предвыборную кампанию, который назывался «Korn Kampaign» (с 17 августа 1998 в Лос-Анджелесе до 1 сентября в Финиксе) в рамках поддержки недавно вышедшего альбома группы Follow The Leader. Группа распространила новость о грядущем Family Values Tour по всей Северной Америке, общаясь с поклонниками Korn на специальных «фанатских конференциях», которые музыканты устраивали на каждой остановке во время тура. Korn посетили музыкальные магазины в таких городах, как Риверсайд, Маунтин-Вью, Сакраменто, Сиэтл, Миннеаполис, Чикаго, Детройт, Филадельфия, Бостон, Нью-Йорк, Торонто, Атланта и Даллас. На «фанатских конференциях» музыканты общались с поклонниками группы, отвечали на вопросы и раздавали автографы. Знаменитости, появившиеся на различных остановках включали Ice Cube и Тодда Макфарлейна.

### Успех
Family Values Tour 1998 стал очень успешным, концертный сборник дебютировал в Billboard 200 на 7-й строчке с проданным тиражом 121 000 копий за первую неделю и получил статус золотого диска по версии RIAA.
Также Korn помогли с раскруткой и другим исполнителям. Альбом Rammstein Sehnsucht достиг платинового статуса по версии RIAA в США, и дебютный альбом Orgy Candyass достиг такого же успеха. Limp Bizkit добились даже большего успеха, который помог им установить себя как одного из лидирующих исполнителей жанра нью-метал на тот момент и добиться ошеломляющего коммерческого успеха.
На концерте в Вустере, вокалист Rammstein Тилль Линдеманн симулировал гомосексуальный акт с клавишником группы Кристианом Лоренцем во время исполнения «Bück dich». Позже они были арестованы и провели ночь в участке.

## Список композиций
1. «Intro» — 0:57
2. «New Skin» — Incubus — 4:26
3. «Interlude #1» — 0:54
4. «Dissension» — Orgy — 3:48
5. «Gender» — Orgy — 4:31
6. «Blue Monday» — Orgy — 4:07
7. «Interlude #2» — 0:51
8. «Cambodia» — Limp Bizkit — 4:31
9. «Faith» — Limp Bizkit — 2:29
10. «Jump Around» (кавер House of Pain) — Limp Bizkit — 2:44
11. «Interlude #3» — 0:37
12. «Check Yo Self (ремикс)» — Ice Cube — 2:45
13. «Natural Born Killaz» — Ice Cube — 3:06
14. «Straight Outta Compton/Fuck tha Police» — Ice Cube — 3:36
15. «Interlude # 4» — 0:45
16. «Du Hast» — Rammstein — 4:30
17. «Interlude #5» — 1:10
18. "Shot Liver Medley (Shoots and Ladders/Justin/Predictable/Ball Tongue/Divine/Kill You) — Korn — 7:10
19. «Freak on a Leash» — Korn — 4:09
20. «Twist/Chi» — Korn — 5:05
21. «Got the Life» — Korn — 4:23

## Участники записи
В Family Values Tour 1998 приняли участие следующие исполнители:
- Korn (хедлайнер)
- Ice Cube
- Incubus (заменили Ice Cube 25 октября 1998, на четыре оставшихся концерта)
- Limp Bizkit
- Orgy
- Rammstein